# وجودية
الوجودية (بالإنجليزية: Existentialism) هي المدرسة الفلسفية التي تتخذ من الإنسان موضوعًا لها، ليس فقط من خلال التفكير وإنما من خلال الفعل والشعور أي أنها ترتبط بالإنسان كفرد حي والوجودية تتفق على مبدأ أنه لا يوجد هدف واحد أو حقيقة واحدة يعيش من أجلها الجميع وكل فرد في الأرض له الحق والحرية الكاملة في اختيار الحياة التي يرغبها والهدف الذي يسعى له ويعيش من أجله وليس من حق الغير تحديد خيارات الآخرين. ترتبط الوجودية بصورة أساسية ببعض الفلاسفة الأوروبيين من القرنين التاسع عشر والعشرين، الذين تشاركوا في الاعتقاد ببداية هذا التفكير الفلسفي، رغم اختلافهم في العديد من الآراء الأساسية.
في حين ترجع القيمة المهيمنة للتفكير الوجودي إلى الحرية، إلا أن القيمة الأساسية في الوجودية هي الأصالة كمفهوم فلسفي. في وجهة نظر الوجوديين، فإن نقطة بداية الفرد تتحدد بما يُسمى «الموقف الوجودي»، أو شعور بفقدان التوجه والارتباك أو الفزع في وجه عالم عبثي بلا معنى. اعتبر العديد من الوجوديين أن بعض الفلاسفة التقليديين أو الأكاديميين -سواء في الأسلوب أو المحتوى- مجردون أكثر مما ينبغي ومنعزلون عن التجربة الإنسانية المحسوسة.
يُعتبر سورين كيركغور عادة هو أول فيلسوف وجودي، على الرغم من أنه لم يستخدم مصطلح الوجودية أبدا. افترض كيركغور أن كل فرد -وليس المجتمع أو الدين- مسؤول عن إيجاد معنى لحياته منفردًا، وأن يعيش حياته بشغف وصدق أو «بأصالة».
أصبحت الوجودية شائعة في السنوات التي تلت الحرب العالمية الثانية بفضل جان بول سارتر الذي قرأ لمارتن هايدغر أثناء كونه في معسكر الاعتقال، وأثر في العديد من المجالات بجانب الفلسفة بما في ذلك علم اللاهوت والدراما والفن والأدب وعلم النفس.

## قضايا تعريفية وخلفية عامة
غالبًا ما ينظر إلى تسميات وجودية ووجودي باعتبارها وسائل للاستدلال التاريخي، وذلك بقدر ما انطبقت في البداية على العديد من الفلاسفة بعد مرور فترة طويلة على وفاتهم. كان سارتر أول فيلسوف وجودي بارز يتبنى هذا المصطلح كتوصيف ذاتي، رغم أن نشأة الوجودية جاءت مع كيركغور. يطرح سارتر فكرة «اشتراك جميع الوجوديين في العقيدة الأساسية القائلة إن الوجود يسبق الجوهر»، بحسب تأويل الفيلسوف فريدريك كوبلستون. يرى الفيلسوف ستيفن كرويل أن تعريف الوجودية تعتريه صعوبة نسبية، معتبرًا أنه يستحسن فهم الوجودية كمقاربة عامة تهدف إلى رفض بعض الفلسفات المنهجية، بدلًا من كونها فلسفةً منهجيةً بحد ذاتها. وصف سارتر الوجودية في محاضرة ألقاها في عام 1945 بـ«المحاولة الرامية إلى استخلاص كافة التبعات من موقف إلحادي متوافق». بالنسبة لآخرين، لا تستتبع الوجودية رفض الله بل «تتقصى بحث الإنسان الفاني عن المعنى في كون بلا معنى»، من دون اعتبار لسؤال «ما هي الحياة الراغدة؟» (أن تشعر، أو تكون، أو تفعل خيرًا)، وتسأل عوضًا عن ذلك: «ما المغزى من الحياة؟».
يميل الرأي نحو ترجيح تبني كيركغور مصطلح وجودية (أو مصطلح «وجودي» على الأقل كتوصيف لفلسفته) من الشاعر والناقد الأدبي النرويجي يوهان سيباستيان كامرماير فلهوفن، وذلك رغم أن الكثيرون من خارج الدول الإسكندنافية أرجعوا أصل المصطلح إلى كيركغور. يأتي هذا الادعاء من مصدرين اثنين:
- يشير الفيلسوف النرويجي إريك لوندستاد إلى الفيلسوف الدنماركي فريدريك كريستيان، والذي يفترض أنه أجرى محادثتين إحداهما مع فلهوفن والثانية مع كيركغور في عام 1841. يعتقد أن فلهوفن صاغ في المحادثة الأولى «كلمةً قال إنها غطت نوعًا محددًا من التفكير الذي تميز بموقفه الإيجابي والقريب من الحياة، وهي العلاقة التي وصفها بالوجودية».[21] ومن ثم نقل سيببرن هذه الفكرة إلى كيركغور.
- يأتي الادعاء الثاني من المؤرخ النرويجي رونه سلاغستاد الذي ادعى وجود دليل يثبت أن كيركغور نفسه قال أن مصطلح وجودي كان مستعارًا من الشاعر. وكان اعتقاده راسخًا في أن كيركغور هو من قال «لا يدرس الهيغليون الفلسفة وجوديًا، لاستعير عبارة فلهوفن من إحدى المرات، حين تحدثت معه عن الفلسفة».[22]

## المفاهيم

### الوجود يسبق الجوهر
طرح سارتر افتراضًا محوريًا في الوجودية وهو أن الوجود يسبق الجوهر، وهو ما يعني أن الاعتبار الأكثر أهمية للأفراد هو كونهم أفرادًا (كائنات حية مستقلة ومسؤولة وواعية) بدلًا من أي وصم أو دور أو قالب نمطي أو تعريف أو أي تصنيف مسبق يمكن وضعهم فيه (الجوهر). الحياة الفعلية للأفراد هي ما يكوّن ما يُطلق عليه «جوهرهم الحقيقي» بدلًا من كونه جوهرًا اعتباطيًا يستخدمه الآخرون لتعريف بعض الأفراد. بالتالي فإن البشر، من خلال وعيهم، يخلقون قيمتهم الخاصة ويحددون معنى لحياتهم. على الرغم من أن سارتر هو من صاغ العبارة، إلا أنه يمكن إيجاد بعض الإشارات في أفكار فلاسفة وجوديين آخرين مثل مارتن هايدغر وسورين كيركغور.
يفسر البعض اللازم لتعريف الفرد بأنه يمكن لأي شخص أن يتمنى أن يكون أي شيء، إلا أن الفيلسوف الوجودي سيجيب بأن هذه الأمنية تكوّن وجودًا لا يتسم بالأصالة (أو ما يسميه سارتر إيمانا سيئا). بدلًا من ذلك يجب أخذ العبارة على أن الناس يتم تعريفهم بناء على أفعالهم وأنهم مسؤولون عن أفعالهم. على سبيل المثال، الشخص الذي يتعامل بقسوة تجاه الآخرين يتم تعريفه -بناء على فعله- بأنه شخص قاسٍ. علاوة على ذلك، وبناء على فعل القسوة ذلك، فإن هؤلاء الأشخاص يصبحون مسؤولين عن هويتهم الجديدة (أشخاص قاسون). يقع اللوم هنا على ذلك وليس على نوعهم البيولوجي أو طبيعتهم البشرية.
اعتمد تعريف سارتر للوجودية على رائعة هايدغر الأدبية الوجود والزمان. في مراسلة مع جين بوفريت والتي نُشرت باسم رسالة عن الإنسانية، أشار هايدغر إلى أن سارتر أساء فهمه في ما عنى بالموضوعية، وأنه لم يقصد أن الوجود يسبق الجوهر. علق هايدغر قائلًا «إن عكس عبارة ميتافيزيقية هو أيضًا عبارة ميتافيزيقية»، ما يعني أن يعتقد أن سارتر بدل ببساطة الأدوار المرتبطة تقليديًا بالوجود والجوهر دون البحث في هذه المفاهيم وتاريخها كما يدعي هايدغر أنه فعل.

### العبثية

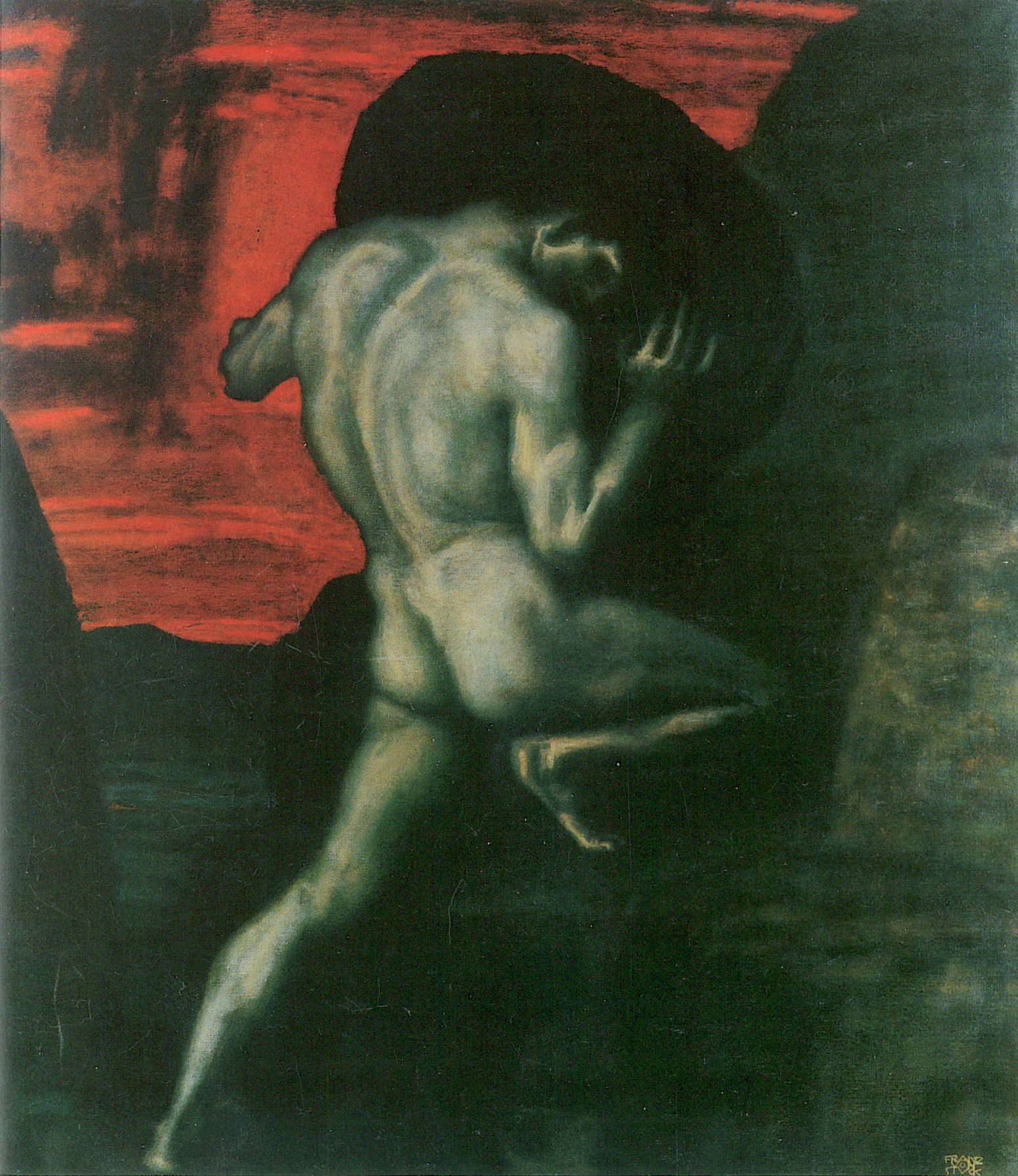
سيزيف كرمز لعبثية الوجود. لوحة فرانز فون شتوك 1920

تشير فكرة العبثية إلى أنه لا يوجد معنى في العالم خلاف المعنى الذي نسبغه عليه. يتضمن انعدام المعنى ذلك أيضًا فكرة انعدام الأخلاقية أو «انعدام العدالة» في العالم. يمكن إلقاء الضوء على هذا المفهوم العقلي بطريقة تجعله مضادًا لمفهوم الأديان الإبراهيمية، التي تؤكد على أن الغاية من الحياة هو تنفيذ أوامر الرب. هذه الغاية هي ما يعطي قيمة لحياة
الناس. أن تعيش حياة العبثية يعني أن ترفض الحياة التي تجد أو تبحث عن معنى محدد لوجود البشر لأنه لا يوجد شيء لتبحث عنه. طبقًا لألبير كامو، فإن العالم أو البشر ليسو عبثيين في ذاتهم، وإنما ينشأ مفهوم العبثية فقط عن اجتماع الاثنين، إذ تصبح الحياة عبثية بسبب عدم التوافق بين البشر وبين العالم الذي يسكنون فيه. يمثل هذا الرأي أحد التفسيرين للعبثية في الأدب الوجودي. ينص الرأي الثاني، والذي صاغه سورين كيركغور لأول مرة، على أن العبثية مقصورة على أفعال واختيارات البشر، والتي تُعتبر عبثية لأنها تنبعث من حرية البشر، وتُضعف أساسهم خارج ذواتهم.
تتناقض فكرة العبثية في الوجودية مع الادعاء بأن «الأشياء السيئة لا تحدث للأشخاص الجيدين»، إذ أنه لا يوجد أشخاص جيدون وأشخاص سيئون، فما يحدث، يحدث، ولن يُفَرِّقَ الحدث بين شخص «جيد» وشخص «سيئ». بسبب عبثية العالم، وفي أي نقطة زمنية، يمكن أن يحدث أي شيء لأي شخص، وقد يدفع حدث مأساوي شخصا ما إلى مواجهته للعبثية. لقد انتشرت فكرة العبثية في الأدب العالمي طوال التاريخ. احتوت أعمال العديد من الكتّاب على أشخاص يواجهون العبثية في العالم، مثل سورين كيركغور وصمويل بيكيت وفرانس كافكا وفيودور دوستويفسكي وأوجين يونسكو وميجيل دي أونامونو ولويجي بيرانديلو وجان بول سارتر وجوزيف هيلر وألبير كامو.
في العلاقة بين المفهوم وبين الوعي المدمر بانعدام المعنى، أعلن ألبير كامو أنه «هناك قضية فلسفية جدية واحدة فقط، وهي الانتحار» في كتابه أسطورة سيزيف. على الرغم من أن «التشريعات» المواجهة للنتائج المدمرة المحتملة لهذه المواجهة مع العبثية تختلف، من موقف كيركغور الديني إلى إصرار كامو على الثبات على الرغم من العبثية، إلا أن معظم الفلاسفة الوجوديين يهتمون بمساعدة الناس في تجنب وصول حياتهم إلى نقطة الشعور بكل شيء بلا معنى. تشكل إمكانية اعتبار كل شيء بلا معنى تهديدًا حقيقيًا لفكرة الفلسفة النفسية (استخدام الفلسفة للعلاج النفسي)، والتي تتخذ موقفا مضادًا للفلسفة الوجودية. يُقال أيضًا أن إمكانية الانتحار تجعل كل البشر وجوديين. البطل الأعلى للعبثية يعيش حياة بلا معنى ويواجه الانتحار دون الاستسلام له.

### الوقائعية
الوقائعية هي مفهوم تحدث عنه سارتر في الوجود والعدم، والذي يحدد للبشر قيود الوجود واللا وجود. يمكن فهم ذلك ببساطة عند اعتبار الوقائعية بالنسبة إلى بعدنا الزمني من ماضينا، فماضي الفرد هو الفرد، بمعنى أنه يساعد في تشكيل الفرد. إلا أن القول بأن الفرد هو فقط ماضيه يعني تجاهل جزء مهم من الحقيقة (الحاضر والمستقبل)، والقول بأن ماضي الإنسان هو الإنسان سيجعل الفرد منفصلًا تمامًا عن ذاته الحالية. إن إنكار ماضي الإنسان المجرد هو أسلوب حياة لا يتسم بالأصالة، والأمر سيان بالنسبة لكل الأنواع الأخرى من الوقائعية (مثل امتلاك جسد بشري الذي لا يسمح للفرد بالجري أسرع من سرعة الصوت على سبيل المثال، أو الهوية أو القيم، إلخ).
جانب آخر من الوقائعية هو أنها تشتمل على الفزع، سواء بمعنى أن الحرية «تنتج» الفزع عند تقييدها بالوقائعية، أو بمعنى أن انعدام إمكانية امتلاك الوقائعية للتقدم وتحمل مسؤولية ما تفعله، وهو ما ينتج أيضًا الفزع.
جانب آخر من الحرية الوجودية هو إمكانية تغيير قيم الفرد، وبالتالي فإن الفرد مسؤول عن قيمه بغض النظر عن قيم المجتمع. التركيز على الحرية في الوجودية تحدده المسؤولية التي يتحملها الفرد كنتيجة لحرية الفرد. إن العلاقة بين الحرية والمسؤولية هي اعتماد كل منهما على الآخر، وتفسير الحرية يفسر أيضًا ما سيكون الفرد مسؤولًا عنه.

### الأصالة
يلاحظ الكثيرون اعتبار الكتّاب الوجوديين لمفهوم الأصالة مهمًا. يتضمن الوجود الأصيل فكرة أنه على الفرد أن «يشكل نفسه» ثم يعيش بعد ذلك في اتساق مع ذاته. تعني الأصالة أنه عند التصرف، على المرء أن يتصرف كذاته وليس «كتصرفاته» أو «كنوعه» أو كما يتطلب أي جوهر آخر. إن الفعل الأصيل هو الفعل المتسق مع حرية الفرد. كشرط لحرية الوقائعية، فذلك يتضمن وقائعية الفرد، ولكن ليس لدرجة أن هذه الوقائعية تحدد للفرد اختياراته المتعالية (إذ قد يلوم الفرد لاحقًا خلفيته «وقائعية» لاختياراته). يتضمن دور الوقائعية بالنسبة إلى الأصالة جعل قيم الفرد الحقيقية فعالة عند اختياره (بدلًا من الاختيار بعشوائية كما قال كيركغور)، مما يجعل الفرد يتحمل المسؤولية لفعله بدلًا من الاختيار أو دون السماح للخيارات بأن تحمل قيمًا مختلفة.
على النقيض من ذلك، فإن عدم الأصالة هو إنكار العيش طبقًا لحرية الشخص. قد تأخذ عدم الأصالة صورًا مختلفة، من الادعاء بأن الاختيارات لا معنى لها أو عشوائية، إلى إقناع النفس بأن بعض الصور الحتمية صحيحة، كصورة من «التنكر» حيث يتصرف الفرد «كما ينبغي» أن يتصرف.
يمتلك الفرد عادة صورة ذهنية تحدد له كيف «يجب» أن يتصرف، عن كيف على الفرد كشخص (على سبيل المثال مدير مصرف أو مدرب أسود أو عاهرة، إلخ) أن يتصرف. في الوجود والعدم، تحدث سارترعن مثال لنادل في الإيمان السيئ: إنه يؤدي دوره فقط في كونه نادل مثالي، وإن كان بصورة مقنعة جدًا. إن هذه الصورة ترتبط غالبًا بنوع من الأنماط الاجتماعية، ولكن هذا لا يعني أن أي تصرف طبقًا للأنماط الاجتماعية هو تصرف غير أصيل. النقطة الرئيسية هي السلوك الذي يأخذه الفرد تجاه حريته الخاصة ومسؤوليته، والدرجة التي يتصرف الفرد طبقًا لها بحريته هذه.

### الفزع والهلع
الفزع الوجودي، وأحيانًا يُطلق عليه اسم الهلع الوجودي أو الأسى الوجودي، هو مصطلح شائع بين الفلاسفة الوجوديين. يوصف الفزع الوجودي عادة بأنه شعور سلبي ينشأ من تجربة الحرية الإنسانية والمسؤولية. المثال النموذجي هو تجربة وقوف الإنسان على جرف إذ لا يشعر الإنسان فقط بالخوف من السقوط من عليه، ولكنه أيضا يفزع من إمكانية إلقاء نفسه من عليه. في هذه التجربة بأنه «لا شيء يمنعني من ذلك»، يشعر الإنسان بانعدام وجود أي شيء يحدد له مسبقًا ما إذا كان يلقي بنفسه أو أن يقف ثابتا، شاعرا بحريته الخاصة. الفزع بالنسبة إلى الوجودي المعاصر آدم فونغ هو الشعور المفاجئ بانعدام المعنى، عادة عندما يكمل الإنسان مهمة بدت في البداية كما لو كان لها معنى.

### اليأس
اليأس في الوجودية يتمثل عمومًا في فقد الأمل. بصورة أكثر تحديدًا، هو فقد الأمل نتيجة لانهيار في واحد أو أكثر من السمات المحددة لهوية الإنسان وذاته. إذا كان الشخص يستثمر في كونه شيئا ما -كسائق حافلة أو مواطن شريف- ثم اكتشف أن هذا الشيء منقوص، فإنه عادة ما يقع في حالة من اليأس. على سبيل المثال، فإن المغني الذي يفقد قدرته على الغناء قد يقع في حالة من اليأس إذا لم يكن لديه شيء ما يستند إليه، أو شيء يستند عليه لأجل هويته.

## التاريخ

### السوابق
جادل البعض أن الوجودية مثلت جزءًا من الفكر الديني الأوروبي لفترة طويلة قبل رواج استعمال المصطلح. أشار ويليام باريت إلى كل من بليز باسكال وسورين كيركغور كأمثلة محددة. كذلك اعتبر جان فال كلًا من شخصية الأمير هاملت («أكون أو لا أكون») لويليام شكسبير، وجول لوكيير، وتوماس كارليل، وويليام جيمس كوجوديين. ويرى فال أنه «يمكن ملاحظة أصول معظم الفلسفات عظيمة الشأن، مثل فلسفات أفلاطون وديكارت وكانط، في التأملات الوجودية». كذلك أمكن العثور على سوابق للوجودية في أعمال الفيلسوف المسلم الإيراني صدر الدين الشيرازي (مواليد نحو عام 1571 - وفيات عام 1635)، الذي أكد على أن «الوجود يسبق الجوهر»، ليصبح كبير المفسرين في حوزة أصفهان، والتي وصفت بأنها «تضج بالحياة والنشاط».

### القرن التاسع عشر

#### كيركغور ونيتشه
عمومًا، يعتبر كيركغور أول فيلسوف وجودي. إذ اقترح أن الفرد -وليس العقل أو المجتمع أو الأرثوذكسية الدينية- مكلف بمهمة واحدة تتمثل بإضفاء معنىً على الحياة والعيش بصدق أو «بأصالة».
كان كيركغور ونيتشه من أوائل الفلاسفة الذين اعتُبروا أساسيين في الحركة الوجودية، وذلك رغم أن كلاهما لم يستعمل مصطلح «وجودية»، وليس من الواضح بمكان ما إذا كان الاثنان سيؤيدان الوجودية التي ظهرت خلال القرن العشرين. ركز الاثنان على التجربة الإنسانية الذاتية، بدلًا من الحقائق الموضوعية للرياضيات والعلوم، والتي اعتبراها منفصلةً للغاية أو قائمةً على الملاحظة إلى حد منعها من الوصول إلى التجربة الإنسانية بحق. وعلى غرار باسكال، كانا مهتمين بصراع الناس الهامد مع العبثية الظاهرية للحياة واللجوء إلى اللهو للهروب من الملل. وعلى النقيض من باسكال، نظر كيركغور ونيتشه إلى الدور الذي لعبته الخيارات الحرة، وتحديدًا في ما يتعلق بالقيم والمعتقدات الأساسية، وكيف من شأن هذه الخيارات تغيير طبيعة وهوية صاحب القرار. يمثل فارس الإيمان عند كيركغور والإنسان الأعلى عند نيتشه الأشخاص الذين يبرِزون الحرية من خلال تحديدهم لطبيعة وجودهم بأنفسهم. إذ يضع الفرد المثالي لدى نيتشه قيمه الخاصة ويبتدع الشروط التي ستمكنه من النجاح. وبالمقابل فإن كيركغور، الذي عارض مستوى التجريد عند هيغل دون أن يكون على نفس القدر من العدائية تجاه المسيحية كما كان نيتشه (بل كان مرحبًا في الواقع)، فقد جادل -مستعملًا اسمه المستعار- في استحالة اليقين الموضوعي للحقائق الدينية (وتحديدًا المسيحية)، بل وأنه كان مبنيًا على مفارقات منطقية. بيد أنه ظل يشير إلى القفزة الإيمانية كسبيل يمكن للفرد من خلاله بلوغ مرحلة أعلى من الوجود تتجاوز وتختزل القيمة الجمالية والأخلاقية للحياة. كذلك كان كيركغور ونيتشه من السباقين في غير ذلك من الحركات الفكرية الأخرى، بما في ذلك ما بعد الحداثة، وضروب مختلفة من العلاج النفسي. ومع ذلك، كان كيركغور يعتقد أنه يجب على الأفراد أن يعيشوا بما يتماشى مع تفكيرهم.

#### دوستويفسكي
كذلك كان الروسي دوستويفسكي أول مؤلف أدبي مهم يرتبط بالوجودية. يصور دوستويفسكي في روايته القصيرة «رسائل من أعماق الأرض»، رجلًا يعجز عن الاندماج في المجتمع وغير سعيد بالهويات العديدة التي يخلقها لنفسه. اقتبس سارتر في كتابه حول الوجودية الذي حمل عنوان «الوجودية مذهب إنساني» رواية «الإخوة كارامازوف» لدوستويفسكي كمثال على الأزمة الوجودية. تناولت روايات أخرى من تأليف دوستويفسكي عددًا من القضايا المثارة في الفلسفة الوجودية، في حين استعرضت مجريات أحداث تختلف عن الوجودية العلمانية: فمثلًا، يمر راسكولينكوف، وهو البطل في رواية «الجريمة والعقاب»، بأزمة وجودية، ومن ثم يتجه نحو اعتماد نظرة مسيحية أرثوذكسية للعالم مشابهة لتلك التي كان يدعو إليها دوستويفسكي نفسه.

## مطلع القرن العشرين
اختلف مارتن بوبر عن التيار الرئيسي للفلسفة الألمانية، وذلك رغم أنه كتب أعماله الفلسفية الرئيسية باللغة الألمانية، وتعلم في جامعتي برلين وفرانكفورت ودرّس فيهما. ولد بوبر في كنف عائلة يهودية بمدينة فيينا عام 1878. كذلك كان باحثًا في الثقافة اليهودية، وانخرط في الحركتين الصهيونية والحسيدية خلال أوقات مختلفة. انتقل إلى مدينة القدس بصورة دائمة في عام 1938. يعد كتابه القصير «أنا وأنت» الذي نشر عام 1922، عمله الفلسفي الأشهر. بالنسبة لبوبر فإن الحقيقة الأساسية للوجود الإنساني، والتي غالبًا ما تغفِلها العقلانية العلمية والفكر الفلسفي المجرد، تكمن في حوار «الإنسان مع الإنسان»، والذي يدور ضمن ما يعرف باسم «المجال البيني».
أصبح الفيلسوفان الروسيان، ليف شيستوف، ونيقولا بيرديائيف، معروفين كمفكرين وجوديين خلال فترة نفيهما إلى باريس بعد الثورة. شن شيستوف هجومًا على مذهبي العقلانية والمنهجية في الفلسفة بدءًا من عام 1905 في كتابه حول الأقوال المأثورة الذي حمل عنوان «كل الأشياء ممكنة». بيّن بيرديائيف أوجه الاختلاف الجذري بين عالم الأرواح والعالم اليومي للأشياء. بالنسبة لبيرديائيف، تجذرت الحرية الإنسانية في ملكوت الأرواح المستقل عن المفاهيم العلمية للسببية. وينسلخ الفرد البشري عن الحرية الروحية الحقيقية بقدر انغماسه في العالم الموضوعي. إذ لا ينبغي تأويل «الإنسان» وفق المذهب الطبيعي، بل ككائن خلِق في صورة الله، وكمتخذ للأفعال الحرة والإبداعية. نشر بيرديائيف عملًا رئيسيًا حول هذه المواضيع تحت عنوان «مصير الإنسان» في عام 1931.

## الدين
إن القراءة الوجودية للكتاب المقدس تتطلب أن يتعرف القارئ على أنه موضوع موجود يدرس الكلمات أكثر من كونه سلسلة من الأحداث. هذا على النقيض من النظر إليه كسلسلة من الحقائق الخارجية غير المرتبطة بالقارئ، ولكنها قد تطور شعورًا بالحقيقة أو الله. إن هذا القارئ غير مجبر على اتباع هذه الوصايا كما لو كان هناك طرف خارجي يفرضها عليه، ولكنها بداخله تقوده من الداخل. هذه هي المهمة التي أخذها كيركغور على عاتقه عندما سأل: «من لديه المهمة الأصعب: الأستاذ الذي يحاضر عن أشياء جدية بعيدة جدا عن الحياة اليومية، أو المتعلم الذي يحاول الاستفادة من هذه الأشياء؟»

## الالتباس مع العدمية
على الرغم من أن الوجودية والعدمية هما فلسفتان منفصلتان، إلا أنه عادة ما يحدث التباس بينهما إذ كلاهما متجذران في التجربة الإنسانية للأسى والالتباس النابعين من انعدام المعنى في العالم حيث البشر مرغمين على إيجاد أو خلق معنى. أحد أسباب الالتباس هو أن فريدريك نيتشه هو فيلسوف مهم في كل من الفلسفتين. كثيرًا ما يؤكد الفلاسفة الوجوديون على أهمية الفزع في توضيح الانعدام التام لأي أساس موضوعي للأفعال، وهو ما يُختزل عادة إلى العدمية الأخلاقية أو العدمية الوجودية. غير أن أحد الموضوعات المُتعارف عليها في أعمال الفلاسفة الوجوديين هي المقاومة من خلال الصدام مع العبث، كما نرى في عمل ألبير كامو «أسطورة سيزيف» («علينا أن نتخيل أن سيزيف سعيد»)، ومن النادر جدًا أن يرفض الفلاسفة الوجوديون الأخلاقية أو المعنى الذي يخلقه الفرد لنفسه. كيركغور مثلًا استعاد نوعًا من الأخلاقية من الدين (على الرغم من أنه نفسه لم يتفق أنه أخلاقي، فالدين يعلّق الأخلاقية)، وكلمات سارتر الأخيرة في الوجود والعدم هي «إن كل هذه الأسئلة، التي تدفعنا إلى انعكاس نقي غير ثانوي، قد تجد إجابتها المنشودة فقط على المستوى الأخلاقي، وسنكرس عملًا مستقبليًا لذلك».